# Torneo de la División I de Baloncesto Masculino de la NCAA de 1942
El Torneo de la División I de Baloncesto Masculino de la NCAA de 1942 fue el cuarto que se celebró para determinar el Campeón de la División I de la NCAA. Llegaron ocho equipos a la fase final, disputándose el partido por el campeonato en el Municipal Auditorium en Kansas City, Misuri.
Los ganadores fueron el equipo de la Universidad de Stanford, que derrotaron en la final al Dartmouth College.

## Equipos
| East Regional - Indianapolis | East Regional - Indianapolis | East Regional - Indianapolis | East Regional - Indianapolis |
| Universidad                  | Entrenador                   | Conferencia                  | Record                       |
| ---------------------------- | ---------------------------- | ---------------------------- | ---------------------------- |
| Dartmouth                    | Osborne Cowles               | EIBL                         | 20-3                         |
| Illinois                     | Doug Mills                   | Big Ten                      | 18-3                         |
| Kentucky                     | Adolph Rupp                  | SEC                          | 18-5                         |
| Penn State                   | John Lawther                 | Independiente                | 17-2                         |

| West Regional - Kansas City | West Regional - Kansas City | West Regional - Kansas City | West Regional - Kansas City |
| Universidad                 | Entrenador                  | Conferencia                 | Record                      |
| --------------------------- | --------------------------- | --------------------------- | --------------------------- |
| Colorado                    | Frosty Cox                  | Mountain States             | 15-1                        |
| Kansas                      | Phog Allen                  | Big Six                     | 16-4                        |
| Rice                        | Buster Brannon              | Southwest                   | 22-3                        |
| Stanford                    | Everett Dean                | Pacific Coast               | 25-4                        |

## Fase final
|  | Cuartos de final | Cuartos de final | Cuartos de final |          |           | Semifinales | Semifinales | Semifinales |    |  | Final | Final | Final |  |
|  |                  |                  |                  |          |           |             |             |             |    |  |       |       |       |  |
|  |                  |                  |                  |          |           |             |             |             |    |  |       |       |       |  |
|  |                  | Dartmouth        | 44               |          |           |             |             |             |    |  |       |       |       |  |
|  |                  |                  |                  |          |           |             |             |             |    |  |       |       |       |  |
|  |                  | Penn State       | 39               |          |           |             |             |             |    |  |       |       |       |  |
|  |                  | Penn State       | 39               |          | Dartmouth | 47          |             |             |    |  |       |       |       |  |
|  |                  |                  |                  |          | Dartmouth | 47          |             |             |    |  |       |       |       |  |
|  |                  |                  |                  | Kentucky | 28        |             |             |             |    |  |       |       |       |  |
|  |                  | Kentucky         | 46               | Kentucky | 28        |             |             |             |    |  |       |       |       |  |
|  |                  |                  |                  |          |           |             |             |             |    |  |       |       |       |  |
|  |                  | Illinois         | 44               |          |           |             |             |             |    |  |       |       |       |  |
|  |                  |                  |                  |          |           |             |             | Dartmouth   | 38 |  |       |       |       |  |
|  |                  |                  |                  |          |           |             |             |             | 38 |  |       |       |       |  |
|  |                  |                  |                  | Stanford | 53        |             |             |             |    |  |       |       |       |  |
|  |                  | Stanford         | 53               | Stanford | 53        |             |             |             |    |  |       |       |       |  |
|  |                  |                  |                  |          |           |             |             |             |    |  |       |       |       |  |
|  |                  | Rice             | 47               |          |           |             |             |             |    |  |       |       |       |  |
|  |                  | Rice             | 47               |          | Stanford  | 46          |             |             |    |  |       |       |       |  |
|  |                  |                  |                  |          | Stanford  | 46          |             |             |    |  |       |       |       |  |
|  |                  |                  |                  | Colorado | 35        |             |             |             |    |  |       |       |       |  |
|  |                  | Colorado         | 46               | Colorado | 35        |             |             |             |    |  |       |       |       |  |
|  |                  |                  |                  |          |           |             |             |             |    |  |       |       |       |  |
|  |                  | Kansas           | 44               |          |           |             |             |             |    |  |       |       |       |  |
|  |                  |                  |                  |          |           |             |             |             |    |  |       |       |       |  |
|  |                  |                  |                  |          |           |             |             |             |    |  |       |       |       |  |

## Final
| 28 de marzo de 1942 | Stanford Indians              | 53–38       | Dartmouth Big Green           | |  |
|                     | Parciales: 24-22, 29-16       |             |                               | |  |
|                     | Estadísticas Howie Dallmar 15 | Reporte Pts | Estadísticas 12 George Munroe | Pabellón: Municipal Auditorium, Kansas City, Misuri Asistencia: 6.500 espectadores Árbitros: Glenn Adams, Abb Curtis |  |

| Campeón de la NCAA 1942      |
| ---------------------------- |
| Stanford Indians 1.er título |